# Biscari-massakren
Biscari-massakren er navnet på en krigsforbrydelse, begået af medlemmer af den amerikanske hær under Anden Verdenskrig.  Det refererer til to episoder, hvor amerikanske soldater var involveret i drab på 73 ubevæbnede italienske og tyske krigsfanger ved Regia Aereonautica flyveplads nr 504 i Santo Pietro, en lille landsby i nærheden af Caltagirone i det sydlige Sicilien, Italien, den 14. juli 1943. Under erobringen af Biscari-flyvepladsen dræbte tropper fra den amerikanske 45. Divisions 180. infanteriregiment italienske og tyske krigsfanger i to separate hændelser. I den første episode dræbtes 35 italienere og to tyskere. I den anden episode dræbtes 36 italienere.